# Corsham
Koordinaten: 51° 26′ N, 2° 11′ W
Corsham ist eine kleine mittelalterliche Stadt in der Grafschaft Wiltshire, England.
Sie liegt am südwestlichen Ausläufer der Cotswolds, zwischen Bath (12 km) und Chippenham (7 km).
Die Gemeinde Corsham besteht aus den Dörfern Chapel Knapp, Easton, Gastard, Hartham, Leafield, The Linleys, Neston, The Ridge, Rudloe und Thingley.
In der Vergangenheit war Corsham ein Zentrum der Wollindustrie und Abbauort des so genannten „Bathkalksteins“.
Im Ort findet man zahllose historische Gebäude, wie das Herrenhaus Corsham Court. Im Zweiten Weltkrieg und zu Zeiten des Kalten Kriegs war die Gegend ein Verwaltungs- und Fertigungszentrum des Verteidigungsministeriums, wobei sich die einzelnen Liegenschaften sowohl über der Erde als auch in den alten Tunneln der Steinbrüche befanden.

## Geschichte

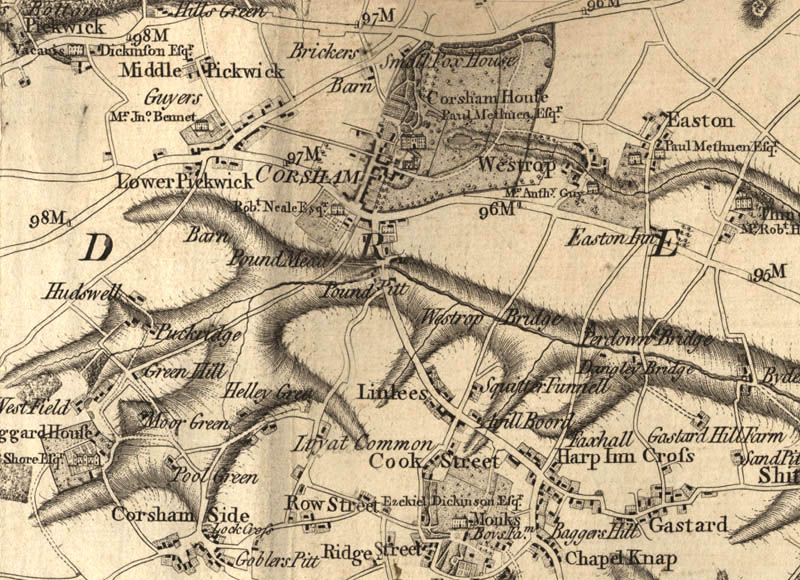
Eine Karte von Corsham von 1773

Corsham ist im Domesday Book als „Cosseham“ erwähnt. Der Buchstabe „r“ wurde später in normannischer Zeit eingefügt.
Als der Wollhandel in Wiltshire seine Blüte hatte, war Corsham eines der Dörfer, die am meisten davon profitierten. Da die Wirtschaft aber nicht nur auf diesen Erwerbszweig ausgerichtet war, sondern auch der unterirdische Abbau des „Bathkalksteins“ im Süden und Westen dem Dorf Einnahmen brachte, überstand Corsham den Niedergang der Wollindustrie unbeschadet.
Es gab ein Kloster in Corsham an der Priory Street, das aber zerstört wurde. Heute steht dort das im georgianischen Stil erbaute Gebäude der Heywood Schule.
Gegenüber der High Street befindet sich „The Grove“, ein weiteres typisch georgianisches Gebäude der oberen Mittelschicht.
Corsham inspirierte Charles Dickens zu seinem Roman Die Pickwickier, wobei er den Namen „Pickwick“ von einem nahe gelegenen Gutshof, der „Pickwick Lodge Farm“ entlieh. Damals war Pickwick eine eigenständige Gemeinde, während es heutzutage ein Stadtteil von Corsham an der A4, der ehemaligen Hauptverkehrsverbindung zwischen London und Bristol ist.
Corsham hat nie die Stadtrechte erhalten, sondern war bis 1999 ein Dorf. Dann nahm die Gemeinde das seit 1972 existierende Recht wahr, sich in Stadt Corsham umzubenennen.

## Besonderheiten
Corshams kleines Stadtzentrum beherbergt das „Martingate Centre“, ein Einzelhandelszentrum, das gegen Ende des letzten Jahrhunderts gebaut wurde und neben Geschäften auch Büros und eine Außenstelle des Wiltshire College enthält.
Das Herrenhaus Corsham Court befindet sich ebenfalls in der Stadtmitte. Auf dem Gelände eines angelsächsischen Königsschlosses wurde zunächst 1582 ein elisabethanisches Herrenhaus errichtet. Seit 1745 ist es Teil der Ländereien von Baron Methuen
Das Gebäude enthält eine umfangreiche Gemäldesammlung alter Meister, prunkvolle Räume, die von Robert Adam und Thomas Chippendale ausgestattet wurden, sowie ausgedehnte Parkanlagen, die von Capability Brown und Humphry Repton angelegt worden sind. Das Herrenhaus ist für die Allgemeinheit bis auf den Dezember das gesamte Jahr geöffnet. Ebenfalls sehenswert sind die Pfauen, die auf dem Gelände gehalten werden.
Zu Zeiten des Englischen Bürgerkriegs gehörte Corsham Court dem Befehlshaber der Parlamentsarmee, der New Model Army. Seine Frau gründete die „Hungerford Armenhäuser“ im Stadtzentrum.
In Corsham befindet sich auch der Eingang zum Quarry Tunnel, den man vom Pockeredge Drive aus sehen kann.

### Nahegelegene Landsitze
Hartham Park entstand um ein georgianisches Herrenhaus. Das Dorf Neston entwickelte sich um Neston Park, einen Landsitz, der 1790 gebaut wurde. Dort wohnt die Familie Fuller, Besitzer der Londoner Brauerei „Fuller, Smith and Turner“, die das bekannte Ale „Fuller’s London Pride“ braut.

### Militäreinrichtungen
Ehemalige und aktuelle Militäreinrichtungen sind
- Basil Hill Kaserne
- Copenacre Site
- Cotswold Centre (Armee)
- Joint services Corsham
- HMS Royal Arthur (Marine) geschlossen
- RAF Rudloe manor

Die RAF Basis Rudloe Manor wurde während des Zweiten Weltkriegs errichtet. Sie ist hauptsächlich eine Verwaltungseinrichtung und hat daher keine Startbahnen für Flugzeuge. In der Nähe befinden sich auch die größtenteils nicht mehr gebrauchten Notquartiere für die Regierung im Kriegsfall, Hawthorn, Burlington und Turnstile.
Ein Großteil der unterirdischen Komplexe wurde im Jahre 2005 zum Kauf angeboten. Die Bunkeranlagen hätten im atomaren Ernstfall bis zu 4000 Personen aufnehmen können. Die Tunnel führen bis unter die Stadt Corsham.
Die im Regierungsbesitz verbliebenen Liegenschaften wurden im Jahre 2006 für 800.000.000 britische Pfund renoviert und ausgebaut.
Das erneuerte Kommunikationszentrum ist die Drehscheibe für sämtliche militärischen Unternehmungen Großbritanniens.
Aufgaben der Landesverteidigung wurden teilweise privatisiert und Firmen wie Leafield Engineering, Paradigm Services und Serco Defence übergeben.

### Steinbrüche
In kleinem Rahmen wird auch heute noch unterirdisch der Bath Stone gewonnen. Beispielsweise wird der Hartham Park Steinbruch von der Firma Hanson plc südwestlich von Pickwick betrieben. Andere, nicht mehr benutzte Steinbrüche, werden durch die bereits genannten Verteidigungsanlagen oder auch als Weinkeller benutzt. Einen dieser Weinkeller findet man bei Eastlay in der Nähe von Gastard.
Auch als Archiv für magnetische Medien und Daten dienen die Tunnel bei Monk’s Park.

## Verkehr
Corsham ist mit Bradford-on-Avon durch die B3109 verbunden, mit Melksham durch die B3353 und mit Chippenham und Bath durch die A4.
Im Ort gibt es vier große gebührenpflichtige Parkplätze.
Buslinien der Firmen Coachstyle, Faresaver und First Group plc teilen sich die örtlichen Linien und die Überlandlinien zu den nächstgrößeren Städten.
Die Great Western Main Line von London nach Bristol führt durch Corsham. Der örtliche Bahnhof wurde allerdings in den 1960er Jahren geschlossen. Die Bahnhöfe im Umland (Melksham – 7 km und Chippenham – 7,5 km), die die kleineren Städte verbinden, werden von First Great Western bedient.
Die östliche Öffnung des Box Tunnels, einst längster Eisenbahntunnel der Welt, von Isambard Kingdom Brunel für die Great Western Railway gebaut, befindet sich in Hudswell am Westende der Stadt.
Der Bahnhof von Corsham ist auch in die Musikgeschichte eingegangen: 1974 baute Supertramp in ihre Ballade „Rudy“ eine Durchsage aus dem Bahnhof Paddington ein. Ihr zufolge „hält der 19.45-Zug nach Bristol über Reading, Swindon, Chippenham, Corsham und Bath“. Zur Zeit dieser Aufnahme muss der Bahnhof Corsham also noch in Betrieb gewesen sein.

## Kultur und Sport
Neben dem Stadtfestival wird in Corsham seit 2004 auch ein Jazzfestival veranstaltet, bei dem auch ständig das National Youth Jazz Orchestra auftritt. Der Erfolg hat in den letzten Jahren allerdings nachgelassen und mittlerweile treten Bands nur noch im Royal Oak Pub auf, statt an ursprünglich sieben Veranstaltungsorten.
Der örtliche Fußballverein heißt Corsham Town F.C. und wurde im Jahre 1884 gegründet. Er stieg 2006 in die Western Football League Premier Division auf.

## Städtepartnerschaften
Seit 1981 verbindet Corsham eine Städtepartnerschaft mit dem französischen Jargeau.

## Persönlichkeiten
- Winifred Lily Boys-Smith (1865–1939), britisch-neuseeländische Illustratorin und Hochschullehrerin
- Felix Aylmer (1889–1979), Theater- und Filmschauspieler
- Michael Tippett (1905–1998), Komponist, lebte in Parkside in der High Street
- Peter Thoday (1934–2023), Landschaftsgärtner und Fernsehpräsentator
- Janet Backhouse (1938–2004), Bibliothekskuratorin und Kunsthistorikerin
- Nick Mason (* 1944), Musiker der Rockband Pink Floyd
- Camilla Parker Bowles (* 1947) und ihr erster Ehemann Andrew Parker Bowles – sie heiratete später Charles, Prince of Wales